# Matthias Höfs
Matthias Höfs (* 1965 in Lübeck) ist ein deutscher Trompeter und Hochschullehrer in Hamburg.

## Leben
Höfs begann im Alter von sechs Jahren Trompete zu spielen. Er erlernte das Trompetenspiel in der örtlichen Blaskapelle und hatte zunächst keinen professionellen Lehrer.
Sein erster Trompetenlehrer war der Lübecker Solo-Trompeter Herbert Schmidt-Kärner. Ab 1982 studierte er Trompete bei Peter Kallensee an der Hochschule für Musik und Theater in Hamburg und absolvierte dort sein Konzertexamen  mit Auszeichnung. Anschließend wechselte er zur Karajan-Akademie Berlin, um bei Konradin Groth weiterführende Studien zu betreiben.
Bereits als Student war er Mitglied bei verschiedenen namhaften Jugendorchestern, darunter die Junge Deutsche Philharmonie und das Jugendorchester der Europäischen Gemeinschaft.
Von 1984 bis zu seiner Berufung als Professor an die Hochschule für Musik und Theater in Hamburg im Jahr 2000 war Höfs Solo-Trompeter des Philharmonischen Staatsorchesters Hamburg.
Seit 1985 gehört er dem Blechbläserensemble German Brass an, ferner wirkt er u. a. mit beim Linos-Ensemble, den Deutschen Bläsersolisten, dem Ensemble Villa Musica sowie der Deutschen Kammerphilharmonie Bremen.
Heute lebt er mit seinen zwei Kindern und seiner Frau in Hamburg.

## Auszeichnungen
1983 verlieh ihm die Stadt Lübeck den Hanse-Kulturpreis, 1988 erhielt er den Eduard-Söring-Preis der Deutschen Stiftung Musikleben und 1989 ein Stipendium des Deutschen Musikrats und der Mozartgesellschaft.  Beim Wettbewerb der Musikhochschulen 1987 sowie 1990 beim Internationalen Musikwettbewerb in Markneukirchen wurden ihm jeweils erste Preise verliehen. 2016 erhielt er zusammen mit dem Blechbläserensemble German Brass den Echo Klassik in der Kategorie Ensemble/Orchester.

## Tonträger
- Un Concerto Italiano (1995)
- An English Concert (2002)
- Gansch Meets Höfs gemeinsam mit Hans Gansch (2006)
- Trumpet Acrobatics (2007)
- The Trumpet Shall Sound (2009)
- Solo de Concours (2010)
- Adventures of a Trumpet (2011)
- Live in Japan (2013)
- Hommage! (2015)
- Mozart con Tromba (2016)
- Georg Philipp Telemann – Trompetenkonzerte (2017)